# Marianne Hornung-Grove
Marianne Hornung-Grove, geborene Marianne Grove (geboren 18. September 1942) ist eine deutsche Richterin. Sie war von 2003 bis 2008 Mitglied des Hessischen Staatsgerichtshofs.

## Leben

### Ausbildung und juristischer Werdegang
Nach dem Studium der Rechtswissenschaft legte Hornung-Grove 1974 eine Dissertation mit dem Titel „Beweisregeln im Inquisitionsprozess Johann Brunnemanns, Johann Paul Kress' und Johann Samuel Friedrich Boehmers“ an der Georg-August-Universität Göttingen vor.
1977 wurde Hornung-Grove Richterin am Amtsgericht Kassel. Sie war dort Familienrichterin.  Am 20. August 1987 wurde Hornung-Grove zur Richterin am Verwaltungsgericht Kassel ernannt. Später wechselte sie wieder ans Amtsgericht Kassel zurück und wurde 2007 in den Ruhestand verabschiedet.
Am 5. Juni 2003 wurde Hornung-Grove auf Vorschlag der Fraktion Bündnis 90/Die Grünen vom Hessischen Landtag zum stellvertretenden nicht richterlichen Mitglied am Staatsgerichtshof des Landes Hessen gewählt. Sie hatte das Amt bis zum Ende der Legislaturperiode 2008 inne.

### Gesellschaftspolitisches Engagement
Hornung-Grove ist Mitglied von Bündnis 90/Die Grünen und war als Mitglied des Ortsbeirats von Wehlheiden (Kassel) stellvertretende Ortsvorsteherin. Für ihr fünfzehnjähriges ehrenamtliches Engagement in der Kommunalpolitik erhielt sie am 26. September 2016 die Stadtmedaille der Stadt Kassel.
Über die Parteipolitik hinaus engagierte und engagiert sich Hornung-Grove in zahlreichen Initiativen und Organisationen, die sich für Frauen, Frieden und gegen das Vergessen von Zeitgeschichte einsetzen.
Hornung-Grove ist aktives Mitglied bei IALANA, einer internationalen Organisation von Juristen und Juristinnen, die sich gegen atomare, biologische und chemische Waffen einsetzt. Sie ist als sog, Freundin Mitglied des Fördervereins der Stiftung Archiv der deutschen Frauenbewegung. Sie ist aktives Mitglied im Verein Stolpersteine in Kassel. Sie ist Mitglied und war Vorstandsbeisitzerin des Forums zur juristischen Zeitgeschichte. Der Verein hat sich in Forum JustizGeschichte (Vereinigung zur Erforschung und Darstellung der deutschen Rechts- und Justizgeschichte des 20. Jahrhunderts) umbenannt.
Auch im Ruhestand engagiert sich Hornung-Grove weiter für familienpolitische und familienrechtliche Themen, so etwa für ein Präventionsprogramm der Stadt Kassel „Kinder im Klima häuslicher Gewalt - Maßnahmen zum Schutz gefährdeter Kinder“. Hornung-Grove beteiligte sich auch an einem Projekt des Bundesverbandes der Freundeskreise für Suchtkrankenhilfe (Kassel) um Kindern von Suchtkranken zu unterstützen.

### Privates
Hornung-Grove war verheiratet mit Paul Hornung, Präsident des Amtsgerichts Kassel im Ruhestand. Die beiden haben zwei Söhne: Sönke und Gerrit Hornung.

## Veröffentlichungen
- Beweisregeln im Inquisitionsprozess Johann Brunnemanns, Johann Paul Kress' und Johann Samuel Friedrich Boehmers. Dissertation vorgelegt 1974 bei der Universität Göttingen. 1974, DNB 751129429.
- Redebeitrag zum Antikriegstag von Dr. Marianne Hornung-Grove. Friedensforum Kassel, 1. September 2016, abgerufen am 6. Oktober 2021.